# Historische Territorien auf dem Boden der Vereinigten Staaten

Territoriale Entwicklung der Vereinigten Staaten:

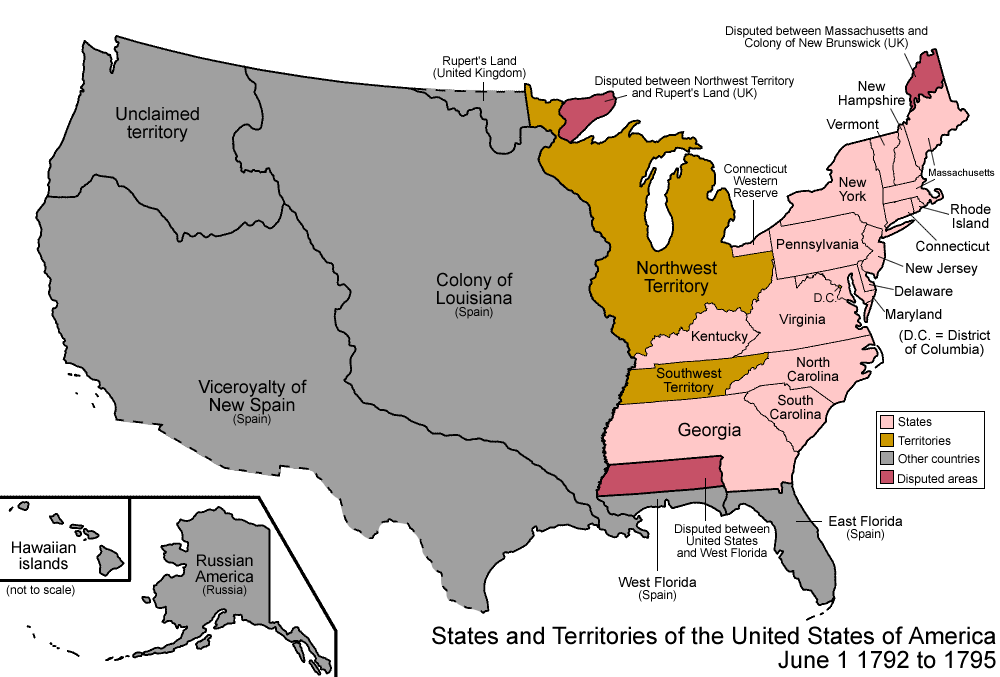
Vereinigte Staaten 1792–1795; 1792 wurde aus den westlichen Gebieten Virginias der Staat Kentucky gebildet.

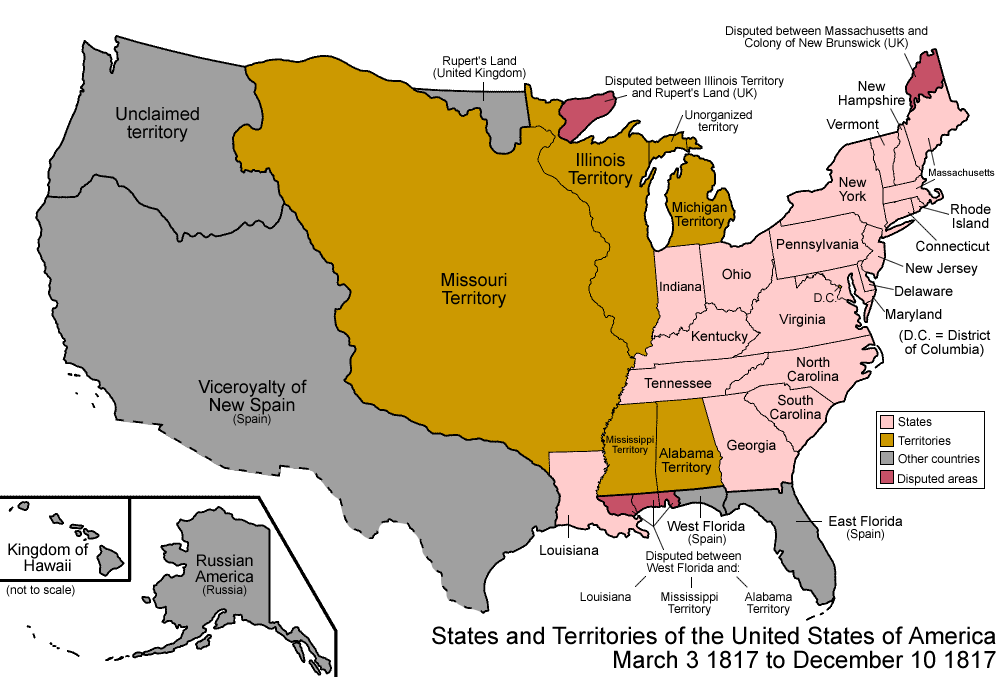
Vereinigte Staaten 1817 nach dem Gewinn des Louisiana-Gebiets

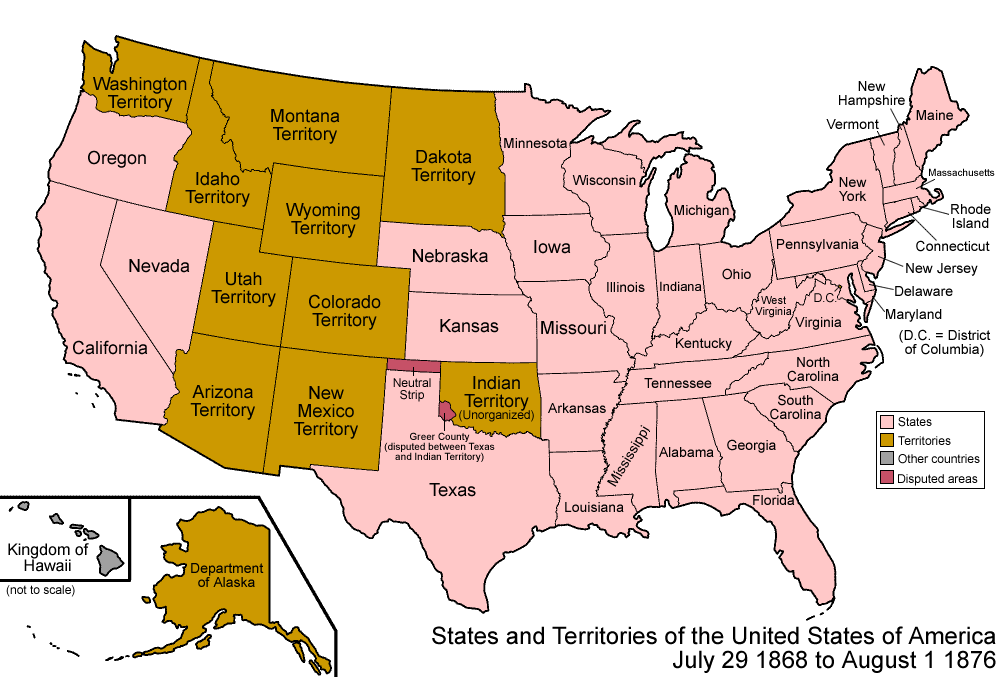
Vereinigte Staaten 1868–1876; 1876 wurde Colorado als Bundesstaat aufgenommen.

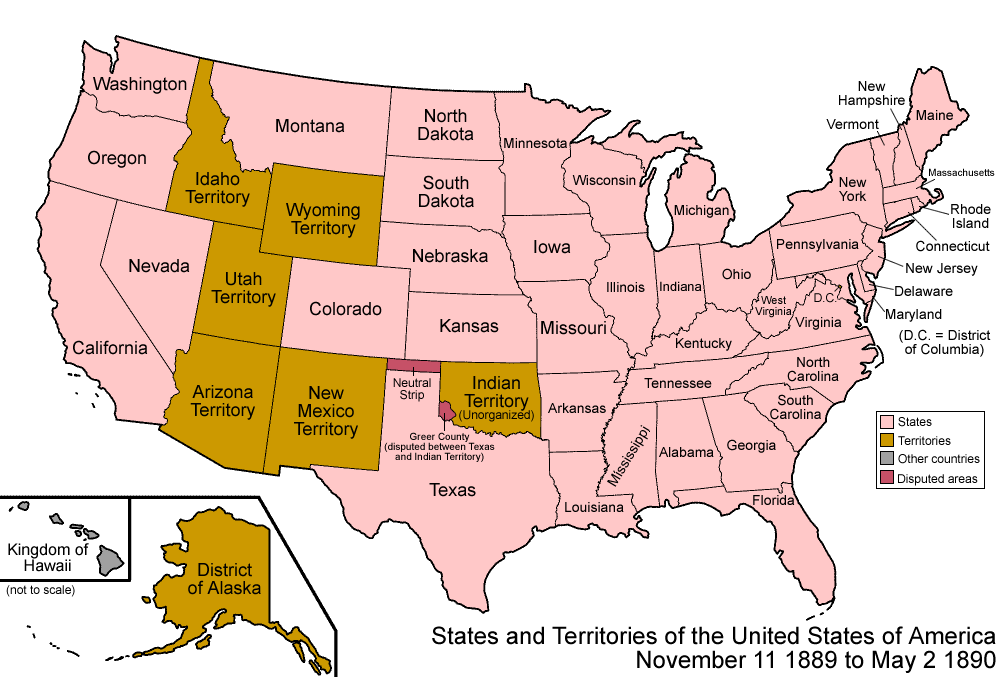
Vereinigte Staaten 1889; 1889 wurde Washington als Bundesstaat aufgenommen.

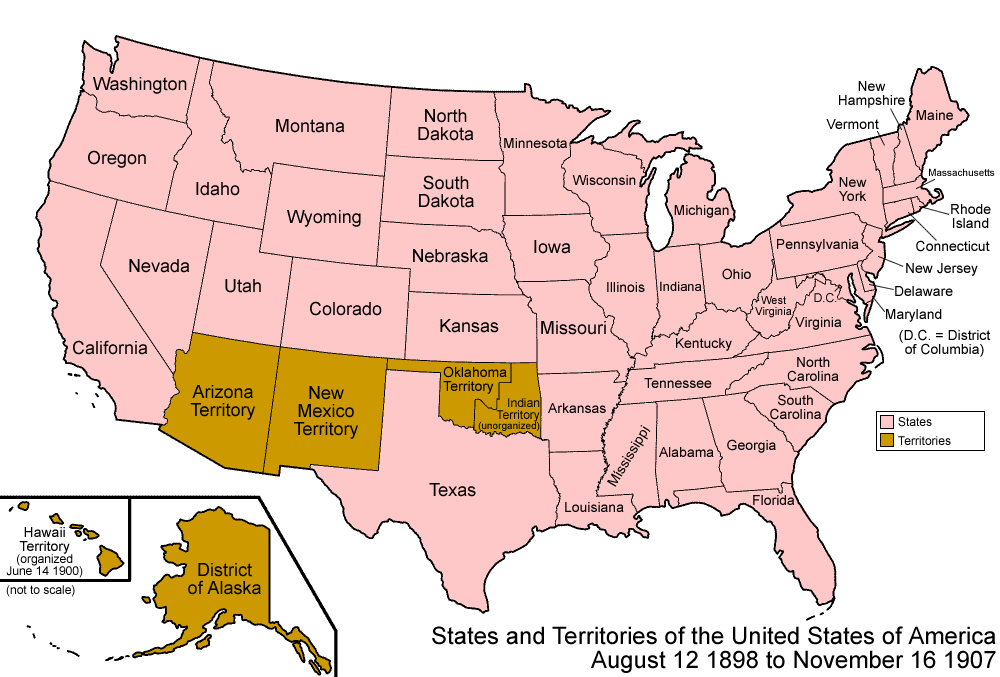
Vereinigte Staaten 1898–1907; 1900 wurde das Hawaii-Territorium gebildet und 1907 wurde Oklahoma als Bundesstaat aufgenommen.

Als historische Territorien auf dem Boden der Vereinigten Staaten werden diejenigen Gebiete bezeichnet, die von den Vereinigten Staaten im Laufe ihrer Geschichte durch Landkauf von anderen Kolonialmächten (Louisiana-Kauf, Florida-Kauf, Alaska-Kauf, Gadsden-Kauf), Krieg (gegen Mexiko) oder in einem Teilungsvertrag (Oregon-Kompromiss) gewonnen wurden und heute zu einzelnen Bundesstaaten gehören.
Die Territorien wurden nach und nach in Form von einzelnen Bundesstaaten in die Union aufgenommen. Die Grenzen der Territorien decken sich nicht immer mit den später aus ihnen gebildeten Staaten. Häufig wurden Grenzkorrekturen vorgenommen. Auch umfassen die Bundesstaaten, die den Namen eines früheren Territoriums tragen, oft nur einen Teil des ursprünglichen (Beispiel Oregon-Territorium und Bundesstaat Oregon).

## Liste der Territorien
- Nordwestterritorium (1789–1803), später Ohio und Indiana-Territorium
- Südwest-Territorium (1790–1796), später Tennessee
- Mississippi-Territorium (1798–1817), später Mississippi und Alabama
- Indiana-Territorium (1800–1816), später Indiana, Illinois, Wisconsin, Michigan und Minnesota
- Orleans-Territorium (1804–1812), später Louisiana
- Michigan-Territorium (1805–1837), später Michigan, Minnesota, Wisconsin, Iowa, South Dakota und North Dakota
- Louisiana-Territorium (1805–1812), umbenannt in Missouri-Territorium (1812–1821)
- Illinois-Territorium (1809–1818), später Illinois, Michigan, Minnesota und Wisconsin
- Alabama-Territorium (1817–1819), später Alabama
- Arkansas-Territorium (1819–1836), später Arkansas und Oklahoma
- Florida-Territorium (1822–1845), später Florida
- Wisconsin-Territorium (1836–1848), später Minnesota, Wisconsin, Iowa, North Dakota und South Dakota
- Iowa-Territorium (1838–1846), später Iowa, Minnesota, South Dakota und North Dakota
- Oregon-Territorium (1848–1859), später Oregon, Washington, Idaho, Montana und Wyoming
- Minnesota-Territorium (1849–1858), später Minnesota, Wisconsin, North Dakota und South Dakota
- New-Mexico-Territorium (1850–1912), später New Mexico, Arizona, Nevada und Colorado
- Utah-Territorium (1850–1896), später Utah, Nevada, Colorado und Wyoming
- Washington-Territorium (1853–1889), später Washington, Idaho, Montana und Colorado
- Kansas-Territorium (1854–1861), später Kansas und Colorado
- Nebraska-Territorium (1854–1867), später Nebraska, Colorado, Montana, South Dakota und North Dakota
- Jefferson-Territorium (1859–1861), später Colorado und Wyoming, jedoch formell nicht anerkannt
- Colorado-Territorium (1861–1876), später Colorado
- Nevada-Territorium (1861–1864), später Nevada
- Dakota-Territorium (1861–1889), später North Dakota und South Dakota
- Arizona-Territorium (1863–1912), später Arizona und New Mexico
- Idaho-Territorium (1863–1890), später Idaho, Wyoming und Montana
- Montana-Territorium (1864–1889), später Montana
- Wyoming-Territorium (1868–1890), später Wyoming
- Oklahoma-Territorium (1890–1907), vorher zum Teil Indianer-Territorium, später Oklahoma
- Hawaii-Territorium (1898–1959), später Hawaii
- Alaska-Territorium (1912–1959), später Alaska

## Verschiedenes
- Während des Amerikanischen Bürgerkrieges gab es (zumindest nominell) das den Südstaaten zugehörige Arizona-Territorium (1861–1865), das Arizona und New Mexico entlang einer Ost-West-Linie (anstelle der heutigen Nord-Süd-Linie) teilte.
- Von den jetzigen 50 US-Bundesstaaten waren 31 früher Teil eines oder mehrerer Territorien. Folgende Staaten waren nie Teil eines Territoriums: die Dreizehn Kolonien, Kentucky und West Virginia (beide hatten sich von Virginia abgespalten), Maine (Abspaltung von Massachusetts), Kalifornien (als Staat aus den von Mexiko abgetretenen Gebieten gebildet), Vermont und Texas (beide hatten sich als selbstständige Republiken gebildet und waren später der Union beigetreten).